# Біжан Джалалі
Біжа́н Джала́лі (перс. بیژن جلالی; *22 листопада 1927, Тегеран, Іран — 14 січня 2000, там же) — визначний іранський поет ХХ століття, популярність до якого прийшла після смерті; знавець літератури і мистецтва.
Небіж (по матері) Садека Гедаята.

## З життєпису
Біжан Джалалі народився 30 листопада 1927 року в Тереграні в забезпеченій і культурній родині Ібрагіма Джалалі та Ашраф аль-Малук Гедаят. Батьків рід походив з Тафреша. Їхнього великого предка звали Мірза Алі Мостофі. Його дід Шамсуддін Джалалі (Фатн аль-Молк) наприкінці першого періоду Пехлеві обіймав важливі посади в Міністерстві внутрішніх справ і Міністерстві фінансів. Родина матері — Гедаяти, старовинний рід. Брат матері, дядько Садек справив на Біжана великий вплив.
Життя батьків разом тривало недовго. Батько, який вивчав сільське господарство в Німеччині, вибрав іншу дружину. Біжан залишився з батьком, а молодшого брата Мехрдада виховувала мати. Деякий час Біжан жив зі своїм батьком у Шамшаку та 3 роки в Тебризі, де працював батько, а Біжан навчався в школах Рушді та Фірдоусі. Згодом родина переїхала до Тегерана. Біжан продовжив навчання у середній школі Фіроза Бахрам, вищій школі Альборз.
У період від 1946 до 1952 років Б. Джалалі навчався на фізичному факультеті Тегеранського університету та кілька років на факультеті природничих наук Тулузького та Паризького університетів, але ці студії залишилися незавершеними, оскільки студент мав інтерес до поезії та літератури, інтелектуальних і літературних проблем, а також вільного блукання у сферах філософії, мистецтва та літератури.
Повернувшись на батьківщину, вивчав французьку мову та літературу в Тегеранському університеті та отримав ступінь бакалавра.
Починаючи від 1946 року працював на різних роботах. Зокрема, викладав англійську мову в середній школі; відповідав за лабораторію середньої школи Іраншахр; служив в Антропологічному музеї Міністерства культури (адже закінчив курс антропології при Паризькому музеї антропології). Зрештою почав працювати у французькій компанії Anthropoise, пройшов додаткове навчання (курс економіки нафти в Парижі), відтак займався адміністративною роботою в нафтохімічній компанії. Вийшов у відставку в 1980 році.
Інтерес до поезії та літератури, філософії та містики, життя в культурному середовищі родини Гедаятів, зокрема спілкування зі своїм  дядьком по матері Садеком і перебування під його впливом, а також 5-річний період його юності у Франції заклали основи письменницької діяльності Джалалі. Іноді він писав перською, іноді французькою, але не сприймав їх серйозно. Після повернення до Ірану його поетичні роздуми стали впорядкованішими.
Він публікував ці роздуми з початку 1960-х років. Загалом його вірші критика, літератори і читачі зустріли позитивно. Хоча вся його поезія біла, і в літературу він увійшов порівняно пізно.
Джалалі не був одружений. 
Через кілька днів після середини грудня 1999 року у нього стався інсульт. Він провів у комі трохи більше місяця і помер 24 січня 2000 року у віці 72 років; був похований у Бехеш-Захра, Тегеран, ділянка 9, ряд 102, номер 20.

## З доробку
У своїх віршах Біжан Джалалі розмірковує про глибинні людські поняття, надто про смерть і небуття, його о́брази і вирази є до банальності простими, але водночас яскравими і влучними.
Magnum opus поета — «Щоденники», остання книга, видана за його життя. По тому зусиллями його родичів було видано чимало книжок, до яких увійшли вірші Біжана Джалалі.
«Дні», «Наше серце і світ», «Колір води», «Вода і сонце», «Буденне», а також 2 збірки вибраних поезій «Гра світла» і «Про поезію» — книги, які вийшли за життя поета. Після смерті велику збірку його віршів, які до того часу не були опубліковані, видав його брат Мехрдад Джалалі.
У 2019 році в часописі «Всесвіт» були опубліковані українські переклади (перекладач Василина Копитко) низки поезій Біжана Джалалі.